# Omnibusverkehrsgesellschaft Sonneberg

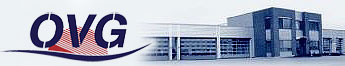
Historisches Logo der OVG Sonneberg

Die Omnibus Verkehrs Gesellschaft mbH Sonneberg/Thür. (OVG) ist ein Busunternehmen mit Sitz im thüringischen Sonneberg.
Sie betreibt den Stadtverkehr Sonneberg-Neustadt bei Coburg, Neuhaus am Rennweg sowie den Regionalverkehr im Landkreis Sonneberg und teilweise in angrenzenden Gebietskörperschaften.

## Infrastruktur
Das Hauptdepot mit Verwaltung befindet sich im Sonneberger Stadtteil Hönbach. Er wurde im Jahr 1995 eingeweiht und beherbergt derzeit 45 Omnibusse.

## Linien

### Stadtverkehrslinien
| Stadtverkehr Sonneberg |                                                                                               |
| Linie                  | Linienverlauf                                                                                 |
| A                      | Sonneberg ZOB – Krankenhaus – Oberlind – Köppelsdorf – Oberlind – Krankenhaus – Sonneberg ZOB |
| A1                     | Sonneberg ZOB – Hönbach – Neustadt bei Coburg – Hönbach – Sonneberg ZOB                       |
| B                      | Sonneberg ZOB – Wehd – Sonneberg ZOB                                                          |
| C                      | Neufang – Sonneberg ZOB – Oberlind – Sonneberg ZOB – Neufang                                  |
| D                      | Sonneberg ZOB – Steinbach – Sonneberg ZOB – Mürschnitz – Sonneberg ZOB                        |

| Stadtverkehr Neuhaus a. R. |                                                                                                   |
| Linie                      | Linienverlauf                                                                                     |
| A2                         | Zentrale Haltestelle Neuhaus am Rennweg – Schmalenbuche – Zentrale Haltestelle Neuhaus am Rennweg |
| A3                         | Zentrale Haltestelle Neuhaus am Rennweg – Ernstthal – Zentrale Haltestelle Neuhaus am Rennweg     |

### Regionalverkehrslinien

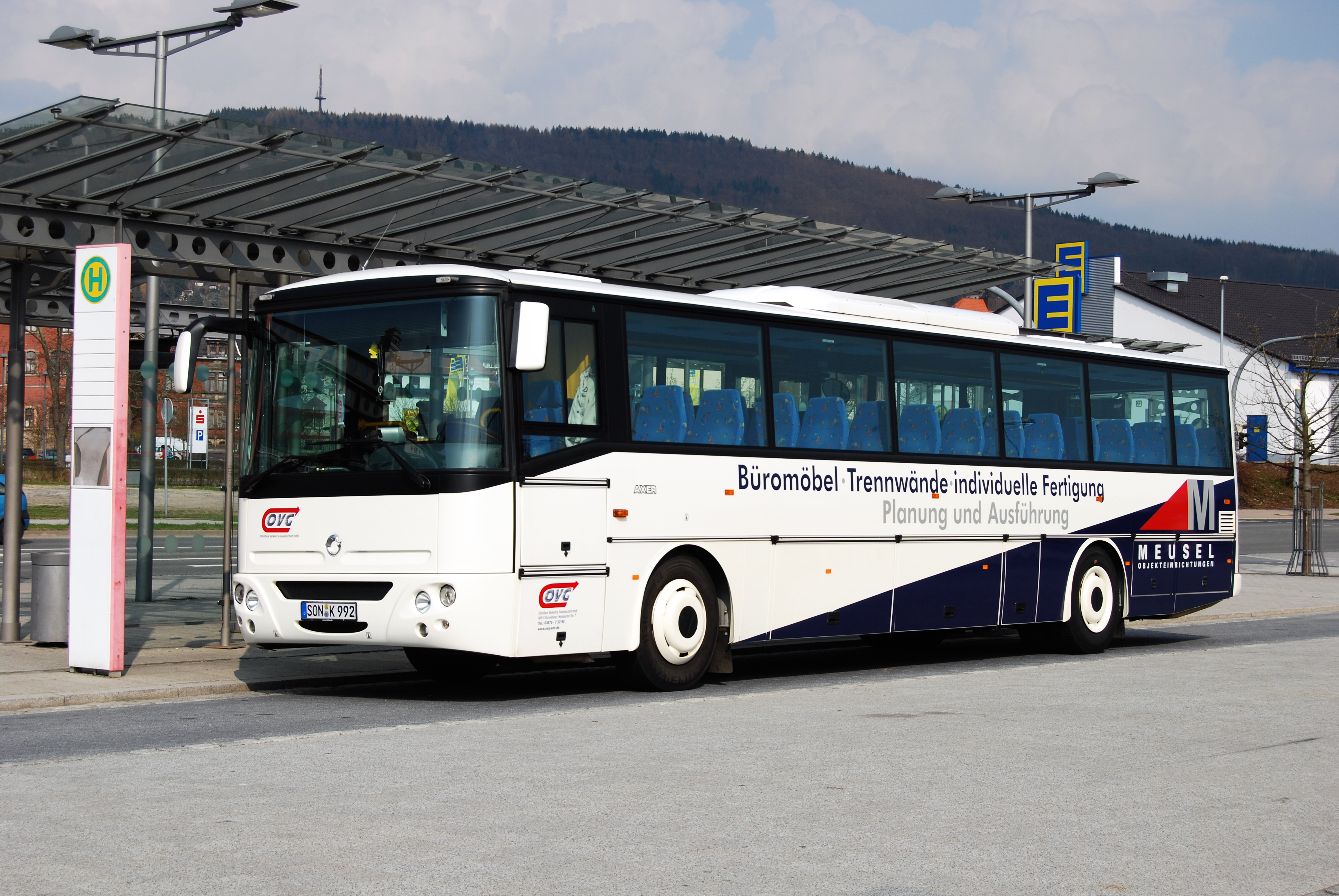

| Linie | Linienverlauf                                         |
| 501   | Neuhaus am Rennweg – Siegmundsburg – Katzhütte        |
| 700   | Sonneberg/Neuhaus am Rennweg – Eisfeld – Schleusingen |
| 701   | Sonneberg – Grümpen – Rauenstein – Schalkau           |
| 701.1 | Rauenstein – Meschenbach                              |
| 702   | Sonneberg – Mengersgereuth-Hämmern – Rabenäußig       |
| 705   | Sonneberg – Neuhaus am Rennweg                        |
| 706   | Sonneberg – Haselbach – Spechtsbrunn – Georgshütte    |
| 707   | Sonneberg – Neuenbau                                  |
| 708   | Sonneberg – Mönchsberg – Heinersdorf                  |
| 709   | Sonneberg – Weidhausen – Neuhaus-Schierschnitz        |
| 710   | Sonneberg – Neuhaus-Schierschnitz – Rotheul           |
| 711   | Sonneberg – Oerlsdorf – Mogger                        |
| 720   | Grümpen – Coburg                                      |

## Fuhrpark
Im Fuhrpark der OVG sind Busse von drei unterschiedlichen Herstellern vertreten.

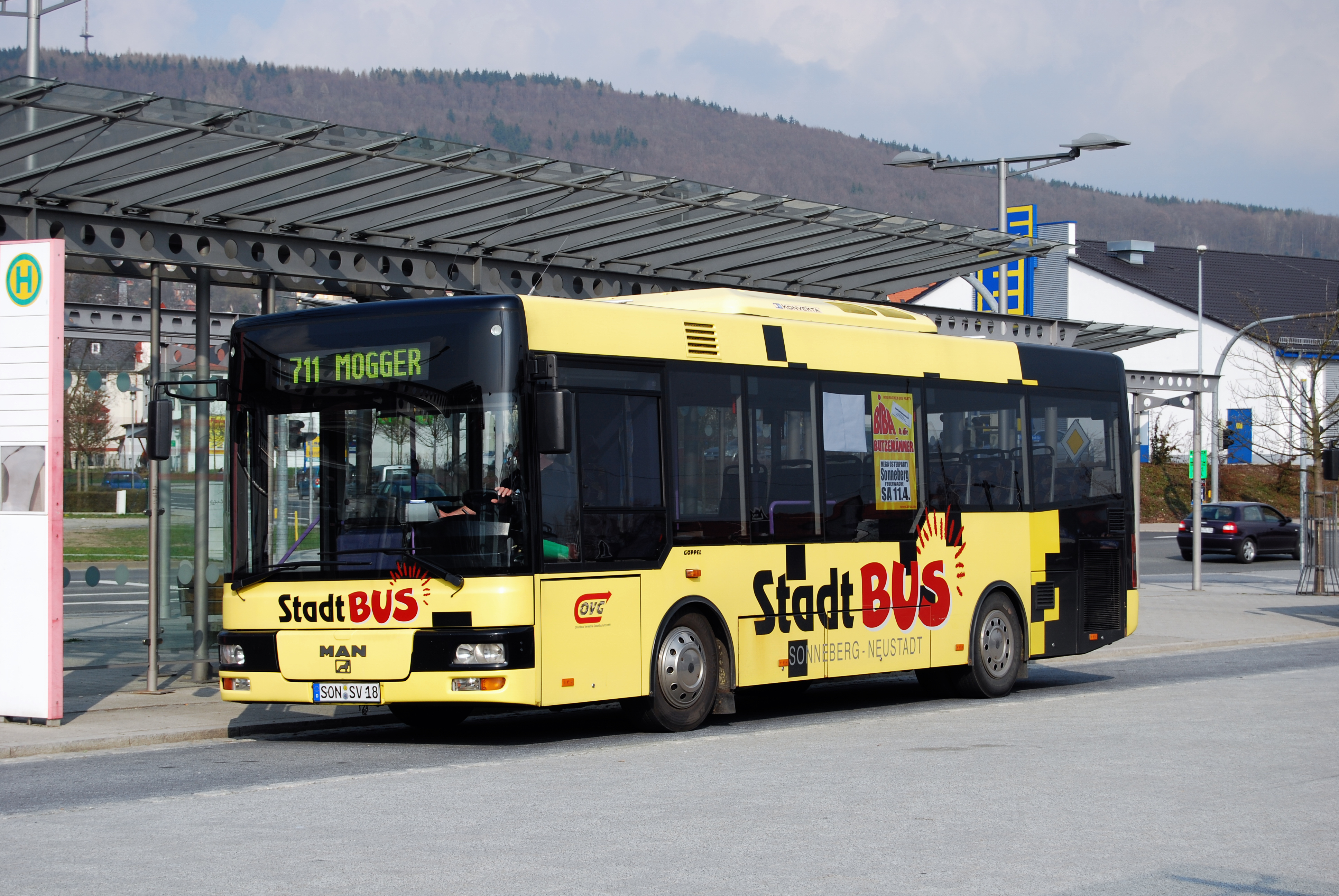
Ein MAN Stadtbus der OVG am Sonneberger ZOB

| Hersteller | Modell   | Anzahl | vorwiegendes Einsatzgebiet |
| Irisbus    | GX 127   | 2      | Stadtverkehr               |
| Irisbus    | Crossway | 5      | Regionalverkehr            |
| Irisbus    | GX 586H  | 2      | Stadtverkehr               |
| Irisbus    | GX 127 L | 4      | Stadtverkehr               |
| Setra      | S315NF   | 2      | Regionalverkehr            |
| Setra      | S415UL   | 1      | Regionalverkehr            |
| Setra      | S415NF   | 14     | Regionalverkehr            |
| Setra      | S415LE   | 12     | Regionalverkehr            |
| Setra      | S515HD   | 1      | Mietomnibusverkehr         |
| Ikarus     | Ikarus   | 1      | Traditionsfahrzeug         |